# Ананичи (Дятловский район)
Ана́ничи (бел. Ананічы) — деревня в Козловщинском сельсовете Дятловского района Гродненской области Белоруссии. Согласно переписи населения 2009 года в Ананичах проживало 28 человек. Площадь сельского населённого пункта составляет 11,93 га, протяжённость границ — 1,79 км.

## География
Ананичи расположены в 21 км к юго-западу от Дятлово, 155 км от Гродно, 25 км от железнодорожной станции Слоним.

## История
В 1880 году Ананичи — деревня в Козловской волости Слонимского уезда Гродненской губернии (48 жителей). По переписи населения 1897 года в Ананичах насчитывалось 11 домов, проживало 60 человек. В 1905 году численность населения деревни составила 62 жителя.
В 1921—1939 годах Ананичи находились в составе межвоенной Польской Республики. В этот период деревня относилась к сельской гмине Козловщина Слонимского повята Новогрудского воеводства. В 1923 году в Ананичах имелось 13 дворов, проживало 65 человек. В сентябре 1939 года Ананичи вошли в состав БССР.
В 1996 году Ананичи входили в состав Денисовского сельсовета и колхоза «Слава труду». В деревне насчитывалось 18 хозяйств, проживало 46 человек.
30 декабря 2003 года Ананичи были переданы из упразднённого Денисовского сельсовета в Козловщинский поселковый совет.
26 декабря 2013 года деревня вместе с другими населёнными пунктами, ранее входившими в состав Козловщинского поссовета, была включена в новообразованный Козловщинский сельсовет.